# Samtgemeinde Sottrum
De Samtgemeinde Sottrum is een Samtgemeinde in de Duitse deelstaat Nedersaksen. Het is een samenwerkingsverband van 7 kleinere gemeenten in het zuiden van Landkreis Rotenburg. Het bestuur is gevestigd in Sottrum.

## Deelnemende gemeenten
1. Ahausen
2. Bötersen
3. Hassendorf
4. Hellwege
5. Horstedt
6. Reeßum
7. Sottrum

Ahausen · 
Alfstedt · 
Anderlingen · 
Basdahl · 
Bötersen · 
Bothel · 
Breddorf · 
Bremervörde · 
Brockel · 
Bülstedt · 
Deinstedt · 
Ebersdorf · 
Elsdorf · 
Farven · 
Fintel · 
Gnarrenburg · 
Groß Meckelsen · 
Gyhum · 
Hamersen · 
Hassendorf · 
Heeslingen · 
Hellwege · 
Helvesiek · 
Hemsbünde · 
Hemslingen · 
Hepstedt · 
Hipstedt · 
Horstedt · 
Kalbe · 
Kirchtimke · 
Kirchwalsede · 
Klein Meckelsen · 
Lauenbrück · 
Lengenbostel · 
Oerel · 
Ostereistedt · 
Reeßum · 
Rhade · 
Rotenburg · 
Sandbostel · 
Scheeßel · 
Seedorf · 
Selsingen · 
Sittensen · 
Sottrum · 
Stemmen · 
Tarmstedt · 
Tiste · 
Vahlde · 
Vierden · 
Visselhövede · 
Vorwerk · 
Westertimke · 
Westerwalsede · 
Wilstedt · 
Wohnste · 
Zeven